# MRV Scotia
Le MRV Scotia (MRV en anglais : Marine Research Vessel) est un navire océanographique  halieutique exploité par la Marine Scotland pour le compte du gouvernement écossais.